# Arctische Oeral

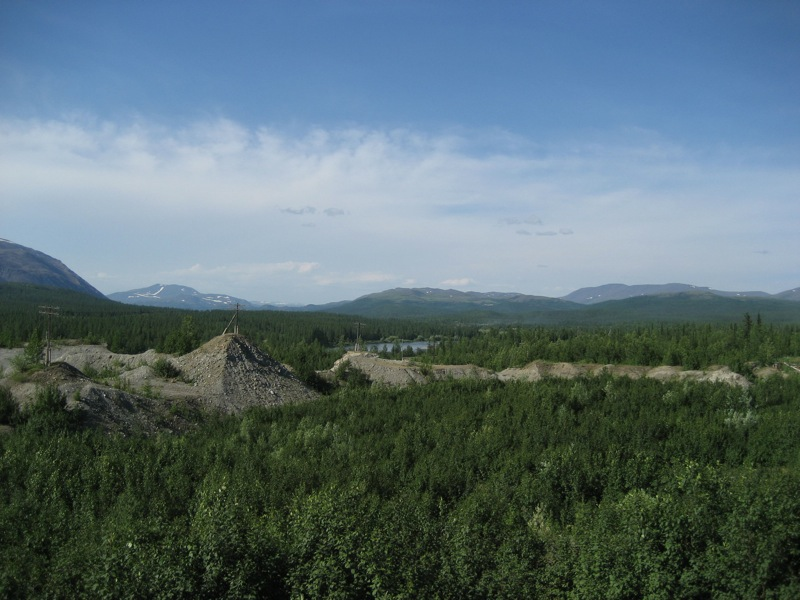
Landschap in de Arctische Oeral

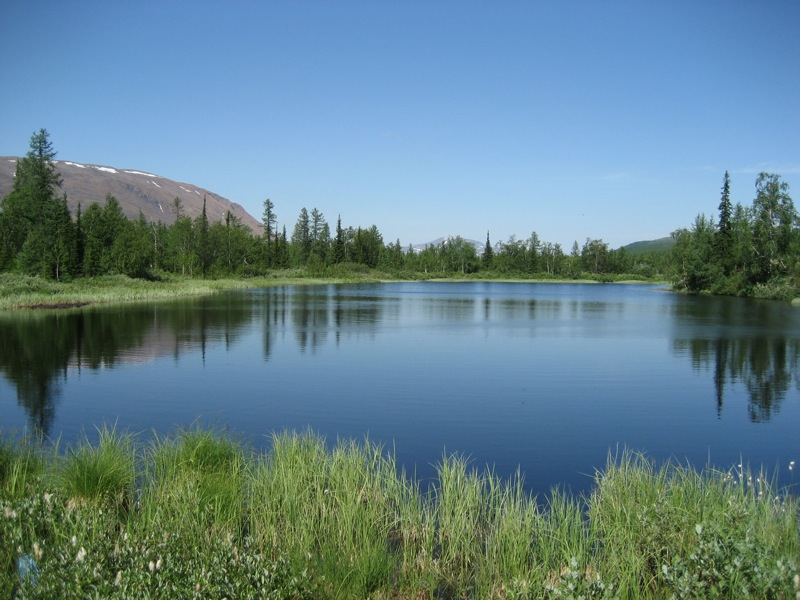
Sobrivier ten noordwesten van Charp aan de doorgaande weg door de Arctische Oeral

De Arctische Oeral of Polaire Oeral (Russisch: Полярный Урал; Poljarnyj Oeral), historisch ook Samojeedse Oeral (naar de oude naam voor de Nenetsen) genoemd, is een geografische aanduiding voor het meest noordelijke deel van de Oeral ten noorden van de 65e breedtegraad. De naam werd bedacht door een reiziger genaamd A. I. Sjenk, waarmee deze de toendra van de Arctische Oeral wilde onderscheiden van de meer gematigde Noordelijke Oeral, waar wel begroeiing is. In het zuiden groeien echter wel onder andere taigabossen. Het gebied omvat grofweg 25.000 km².
Het is een sterk bergachtig gebied dat in het noorden een breedte tussen de 60 en 100 km omspant en meerdere bergpieken heeft boven de 1000 meter. De hoogste bergpiek is de Pajer (1472 m) in het Sobski massief. Het zuidwestelijke deel is aanzienlijk smaller in breedte; 30-50 km.
De Arctische Oeral begint ten zuiden van het heuvelachtige Paj-Choj-Gebergte, ten westen van de Karazee, bij de Konstantinov Kamen (Konstantinov steen) en eindigt bij de rivier de Choelgi, waar de Subarctische Oeral begint. Het heeft een lengte van iets minder dan 400 kilometer, waarvan vanaf het noorden 170 km naar het zuiden (tot aan de rivier de Sob) en vandaar 220 km naar het zuidoosten.
Het gebied heeft een poolklimaat, met temperaturen tot -54°C. Door inversielagen kan de temperatuur in de bergen soms tot 15-25°C hoger zijn dan in de (rivier)valleien. Van oktober tot mei heeft het gebied te maken met sterke winden die snelheden kunnen aannemen van meer dan 15 m/s (sneeuwstormen zelfs 60 m/s).

## Arctische Oeral als bestuurlijke grens
De grens tussen Komi en Nenetsië loopt langs een waterscheiding van de Arctische Oeral. De grens tussen Nenetsië en Chanto-Mansië loopt langs de grens tussen de Arctische en Subarctische Oeral.